# Anson Phelps Stokes (Philanthrop)
Anson Phelps Stokes (* 13. April 1874 in New Brighton, Staten Island; † 13. August 1958) war ein US-amerikanischer Pädagoge, Historiker, Pfarrer, Schriftsteller, Philanthrop und Bürgerrechtsaktivist.
Stokes’ Vater war der Bankier Anson Phelps Stokes, zu seinen Brüdern zählten der Architekt Isaac Newton Phelps Stokes, der Sozialist James Graham Phelps Stokes und der Journalist Harold Phelps Stokes.
1899 wurde Stokes Sekretär der Yale University und war von 1900 bis 1918 Assistenzrektor der Saint Paul’s Episcopal Church in New Haven, Connecticut. 1911 gründete er seinen philanthropischen Phelps Stokes Fund für Afroamerikaner.